# Asselbrunn
Asselbrunn ist ein Weiler im Stadtteil Steinbach von Michelstadt im südhessischen Odenwaldkreis.

## Geographische Lage
Asselbrunn liegt im Norden des Stadtgebietes von Michelstadt und am Westrand der von der Mümling durchflossenen Talaue. Die Hügel im Süden und Westen der Ortslage sind landwirtschaftlich genutzt, während im Norden die teilweise sehr steil aufragenden Hänge des 355 Meter hohen Steinich bewaldet sind.

## Geschichte
Die älteste erhaltene Erwähnung von Asselbrunn findet sich im Lorscher Codex für das Jahr 1095.
In historischen Dokumenten ist der Ortsname belegt (in Klammern das Jahr der Erwähnung): Ameslabrunno (1095). Ameslabrunna (1113). Ameselbrunnen (1324), Anselbornen (1388), Anselbrunne (1427), Anselbron (1429), Anselbron (1438), Anselbornn und Anselborn (1443).
Asselbrunn gehörte zum Amt Fürstenau der Grafschaft Erbach-Fürstenau, die 1806 zum Großherzogtum Hessen kam. Ab 1822 gehörte Asselbrunn zum Landratsbezirk Erbach, ab 1852 zum Kreis Erbach (ab 1939: „Landkreis Erbach“), der – mit leichten Grenzberichtigungen – seit 1972 Odenwaldkreis heißt. Nach Auflösung des Amtes Fürstenau 1822 nahm die erstinstanzliche Rechtsprechung für Asselbrunn das Landgericht Michelstadt wahr, ab 1879 das Amtsgericht Michelstadt.
Zum 1. Oktober 1936 wurde das Dorf nach Steinbach eingemeindet. Zu Michelstadt kam das Dorf mit Steinbach im Zuge der Gebietsreform in Hessen am 1. August 1972.

## Verkehr und Infrastruktur
Asselbrunn ist nach Südosten durch eine Stichstraße an das innerörtliche Straßennetz von Steinbach und das der Kernstadt Michelstadt angeschlossen sowie an die entlang der Mümling verlaufende Bundesstraße 45.
Da die Talauen bei Asselbrunn der tiefstgelegene Teil des Stadtgebietes sind, wurde hier entlang der Mümling die Kläranlage von Michelstadt erbaut.